# Sant Andreu de la Borda d'Orteu
Sant Andreu de la Borda d'Orteu és una antiga església romànica, ara en ruïnes, del poble d'Olp, al terme municipal de Sort, de la comarca del Pallars Sobirà. Pertanyia a l'antic terme d'Enviny. És al paratge de la Borda d'Orteu, 1 quilòmetre a llevant del poble d'Olp, al nord-est de les Roques de la Guineu.